# Römische Kurie
Als Römische Kurie (lateinisch Curia Romana) wird seit etwa dem 11. Jahrhundert die Gesamtheit der Leitungs- und Verwaltungsorgane des Heiligen Stuhls bzw. der Römisch-katholischen Kirche bezeichnet. Laut Definition in Art. 1 der Apostolischen Konstitution Praedicate Evangelium ist sie „das Organ, dessen sich der Papst normalerweise bei der Ausübung seines höchsten Hirtenamtes und seiner universalen Sendung in der Welt bedient.“ Die Kurie steht im Dienst des Papstes und der Bischöfe, sie erfüllt ihre Aufgabe „im Geist des Evangeliums, indem sie sich für das Wohl und den Dienst an der Gemeinschaft, der Einheit und dem Aufbau der Gesamtkirche einsetzt und den Erfordernissen der Welt, in der die Kirche ihre Sendung zu erfüllen berufen ist, Rechnung trägt.“

## Begriff
Der Ausdruck „Kurie“ (von lateinisch curia) bezeichnete ursprünglich die 30 Abteilungen der römischen Patrizier (siehe Kurie (Römisches Reich)), später auch den Versammlungsort des Senats. Heute wird hierunter die Gesamtheit der Verwaltung einer Diözese verstanden (Diözesankurie). Da der Bischof der Diözese Rom qua Amt der Papst ist, liegt die Hauptaufgabe der Römischen Kurie in der Verwaltung der Weltkirche sowie bis 1870 des Kirchenstaates.
So heißt es dann auch im Dekret des Zweiten Vatikanischen Konzils Christus Dominus (CD 9): „Bei der Ausübung der höchsten, vollen und unmittelbaren Gewalt über die Gesamtkirche bedient sich der Papst der Behörden der Römischen Kurie. Diese versehen folglich ihr Amt in seinem Namen und mit seiner Vollmacht zum Wohle der Kirchen und als Dienst, den sie den geweihten Hirten leisten“. Die pastorale Aufgabe der päpstlichen Behörden, die Papst Johannes Paul II. (1978–2005) in der Einleitung zur Apostolischen Konstitution Pastor Bonus darlegt, bezieht sich „auf die notwendige Beziehung und Verbindung des Petrusamtes zum Dienst und Amt der übrigen Apostel […], und das nicht nur nach Art eines Symbols, sondern auch tatsächlich“.
Die meisten Verwaltungsgebäude liegen in der Nähe des Vatikanpalastes, weshalb die Kurie metonym auch als „der Vatikan“ bezeichnet wird.

## Geschichte

### Entwicklung seit dem 11. Jahrhundert
Unter Papst Gregor VII. (1073–1085) wurde die römische Kurie nach dem Vorbild eines Königshofes umgestaltet und unter dem Motto „Freiheit der Kirche“ zu einem großen Herrschaftsapparat ausgebaut. Die Kirche erhielt eigenes Personal und eine eigene Verwaltung, die nach ihren eigenen Regeln arbeitete. Diese Neuregelungen hingen ebenfalls mit der Papstwahl zusammen, denn bereits 1059 wurde das Papstwahldekret eingeführt, nach dem ein Gremium aus Kardinälen den Papst wählte.
Papst Innozenz III. (1198–1216) verstand sich als erster Papst als „Stellvertreter Christi auf Erden“ und definierte die Christenheit als Einheit, die letztlich nur vom Papst geleitet werden könne. Er sprach aber auch als erster von der Notwendigkeit, die Lasten der apostolischen Arbeit auf weitere Mitbrüder zu verteilen. So richtete er 1198 folgende Vorstellung an die Bischöfe und Prälaten von Gallien:

„Weil uns die Fülle der kirchlichen Vollmacht, die uns vom Herrn übertragen wurde, zu Schuldnern aller Christgläubigen gemacht hat, können wir doch nicht den Zustand und die Ordnung des menschlichen Lebens vervielfältigen […] Weil nämlich das Gesetz des menschlichen Lebens das nicht erlaubt, können wir auch nicht in eigener Person die Last aller Sorgen tragen, sondern wir sind bemüht, das mit Hilfe unserer Brüder auszuüben, die Glieder unseres Leibes sind, was wir viel lieber persönlich erledigen würden, wenn es die Zweckmäßigkeit der Kirche erlaubte.“

### Avignonesisches Papsttum

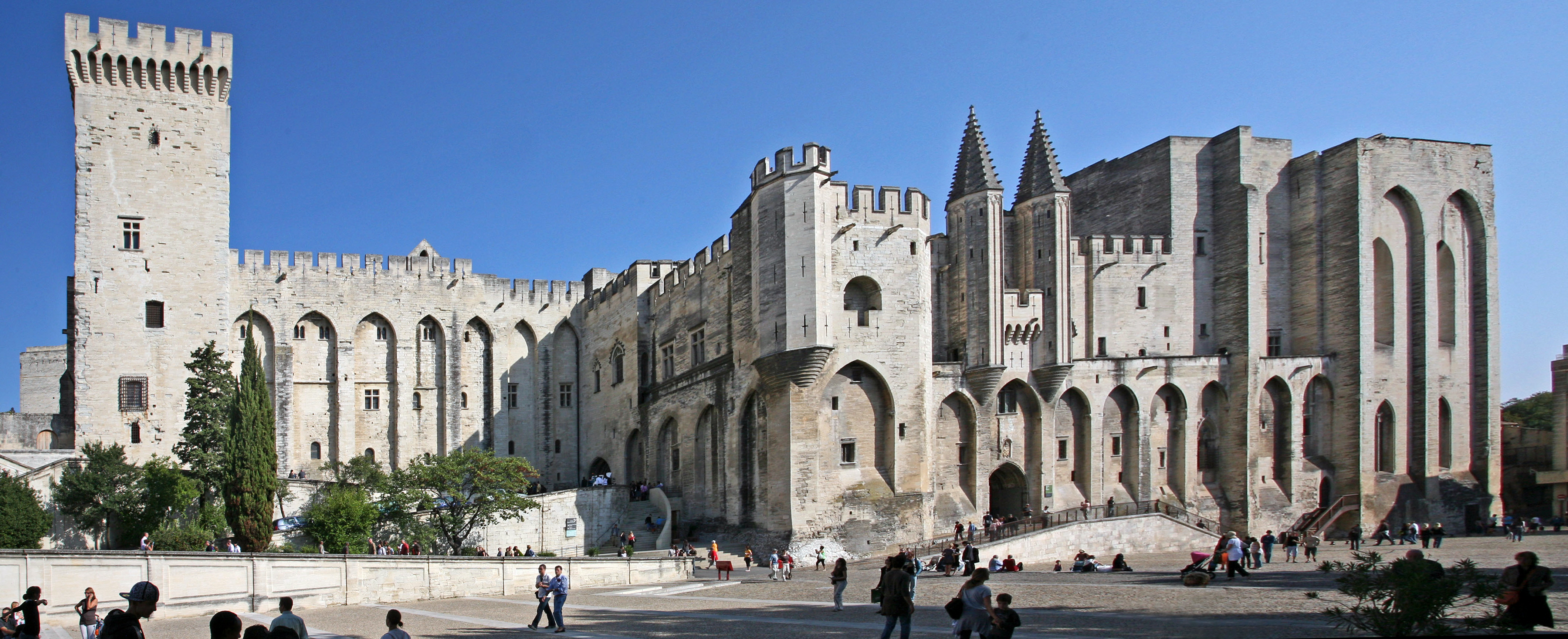
Papstpalast in Avignon

Unter Clemens VI. (1342–1352) fand eine erneute Machtentfaltung der Kurie statt. Der in Avignon residierende Papst baute die französische Stadt zum finanziellen und gerichtlichen Kirchenzentrum aus. Die meisten Kurienbeamten wohnten in Avignon außerhalb des Papstpalastes. Für sie mussten Unterkünfte und Repräsentationsbauten errichtet werden. Die Kurienmitglieder in Avignon blieben aber keine reinen Kirchenverwalter, sondern entwickelten sich parallel zu Kunstmäzenen und Kunstsammlern.
Als Vorläufer des heutigen Staatssekretariats kann die unter Martin V. (1417–1431) gegründete camera secreta angesehen werden. Sie war zunächst für die Erledigung des vertraulichen Briefverkehrs des Papstes zuständig, übernahm in den folgenden Jahrhunderten aber immer umfangreichere Verwaltungsaufgaben.

### Kongregationensystem
1542 richtete Paul III. (1534–1549) die Inquisitionskongregation als erste wiederholt tagende Kardinalskommission ein. Weitere Kommissionen mit fest umrissenen Aufgabenbereichen folgten. Aus ihren regelmäßigen Treffen entwickelten sich bald ständig aktive Verwaltungsstrukturen, in denen kontinuierlich arbeitende Kleriker die Kardinäle ersetzten.
1588 schuf Papst Sixtus V. (1585–1590) mit der Konstitution Immensa Aeterni Dei als erster eine einheitliche Organisationsform, indem er die bestehenden Kommissionen gliederte und das aus 15 Kongregationen bestehende Kongregationensystem einrichtete:
1. Congregatio pro sancta Inquisitione (Kongregation für die Heilige Inquisition, heute Dikasterium für die Glaubenslehre)
2. Congregatio pro Signatura Gratiae (Kongregation für die Signatura Gratiae)
3. Congregatio pro erectione ecclesiarum et provisionibus consistorialibus (Konsistorialkongregation, heute Dikasterium für die Bischöfe)
4. Congregatio pro ubertate annonae Status Ecclesiastici (Kongregation für die Getreideversorgung des Kirchenstaates)
5. Congregatio pro sacris ritibus et caeremoniis (Heilige Ritenkongregation, heute Dikasterium für den Gottesdienst und die Sakramentenordnung, Dikasterium für die Selig- und Heiligsprechungsprozesse und Amt für die liturgischen Feiern des Papstes)
6. Congregatio pro classe paranda et servanda ad Status Ecclesiastici defensionem (Kongregation für die Päpstliche Marine)
7. Congregatio pro Indice librorum prohibitorum (Kongregation für den Index librorum prohibitorum)
8. Congregatio pro executione et interpretatione concilii Tridentini (Konzilskongregation, heute Dikasterium für den Klerus)
9. Congregatio pro Status Ecclesiastici gravaminibus sublevandis (Kongregation zur Linderung der Lasten des Kirchenstaates)
10. Congregatio pro Universitate Studii Romani (Studienkongregation, heute Dikasterium für die Kultur und die Bildung)
11. Congregatio pro consultationibus regularium (Religiosenkongregation, heute Dikasterium für die Institute geweihten Lebens und für die Gesellschaften apostolischen Lebens)
12. Congregatio pro consultationibus episcoporum et aliorum praelatorum (Bischofskongregation, 1608 mit der Religiosenkongregation vereinigt)[2]
13. Congregatio pro viis, pontibus et aquis curandis (Kongregation für die Wege, Brücken und Aquädukte)
14. Congregatio pro typographia Vaticana (Kongregation für die Vatikanische Druckerei)
15. Congregatio pro consultationibus negociorum Status Ecclesiastici (Kongregation für die Consulta)

Diese Schaffung eines einheitlichen Verwaltungssystems für Weltkirche und Kirchenstaat gilt als Geburtsstunde der römischen Kurie. Dennoch gab es im Verlauf der Jahrhunderte immer wieder Veränderungen in der Ämterstruktur der Kurie und Verschiebungen der Zuständigkeitsbereiche.
1908 verfügte Papst Pius X. mit der apostolischen Konstitution Sapienti consilio eine strikte Trennung zwischen Verwaltungsbehörden und Gerichten. 1967 kam Papst Paul VI. (1963–1978) der Aufforderung des Konzils nach und erließ mit der apostolischen Konstitution Regimini ecclesiae universae eine umfassende Kurienreform, die in etwa den heutigen Aufbau der Kurie vorgab.
Der aktuelle Codex Iuris Canonici von 1983 definiert die Rolle der Kurie folgendermaßen:

„Die Römische Kurie, durch die der Papst die Geschäfte der Gesamtkirche zu besorgen pflegt und die ihre Aufgabe in seinem Namen und seiner Autorität zum Wohl und zum Dienst an den Teilkirchen ausübt, besteht aus dem Staatssekretariat oder Päpstlichen Sekretariat, dem Rat für die öffentlichen Angelegenheiten der Kirche, den Kongregationen, den Gerichtshöfen und anderen Einrichtungen, deren Ordnung und Zuständigkeit durch besonderes Gesetz festgelegt sind.“

Papst Johannes Paul II. (1978–2005) gab der Kurie 1988 in der apostolischen Konstitution Pastor Bonus ein neues Gesicht, räumte aber zugleich immer wieder, zuletzt in seinem Schreiben Novo Millennio ineunte (2001), die Notwendigkeit von Reformen ein: „Was die Reform der Römischen Kurie […] betrifft […], bleibt sicherlich noch viel zu tun.“
Pastor Bonus definierte die Kurie in Art. 1 so: Die Römische Kurie ist die Gesamtheit der Dikasterien und Einrichtungen, die dem Papst bei der Ausübung seines höchsten Hirtendienstes für das Wohl und den Dienst an der Universalkirche und den Teilkirchen hilfreich zur Seite stehen, wodurch die Einheit des Glaubens und die Gemeinschaft des Volkes Gottes gestärkt sowie die der Kirche eigene Sendung in der Welt gefördert wird.

### Die Kurie im 21. Jahrhundert
Nachdem Papst Benedikt XVI. (2005–2013) am 11. März 2006 die Leitung des Päpstlichen Rates der Seelsorge für die Migranten und Menschen unterwegs und des Päpstlichen Rates für Gerechtigkeit und Frieden sowie die Leitung des Päpstlichen Rates für den Interreligiösen Dialog und des Päpstlichen Rates für die Kultur zusammengelegt hatte, sahen vatikanische Beobachter darin erste Ansätze einer beginnenden Kurienreform. Jedoch hieß es in den offiziellen Verlautbarungen des Heiligen Stuhls, dass diese Zusammenlegungen „vorläufig“ seien. In der Tat hob am 25. Juni 2007 der Papst die Zusammenlegung der Leitung des Päpstlichen Rates für den Interreligiösen Dialog und des Päpstlichen Rates für die Kultur wieder auf. Beide Räte waren nun wieder eigenständig.
Der am 13. März 2013 gewählte Papst Franziskus bestätigte am 16. März 2013 die Leiter und die Mitglieder der Dikasterien der römischen Kurie übergangsweise in ihren Ämtern, ebenso Sekretäre und den Präsidenten der Päpstlichen Kommission für den Vatikanstaat. Am 13. April 2013 wurde bekanntgegeben, dass Papst Franziskus mit dem Kardinalsrat eine aus acht Kardinälen bestehende Kommission eingerichtet habe, die eine grundlegende Strukturreform der Kurie vorbereiten sollten.
Im Mai 2014 bestimmte Papst Franziskus, dass nunmehr alle Kardinäle, die ein Dikasterium oder einen Päpstlichen Rat leiten oder ein anderes vom Papst verliehenes Amt innehaben, gehalten seien, mit dem Erreichen des 75. Lebensjahrs ihren Rücktritt einzureichen. Die Ämter der weiteren Leiter von Dikasterien, die Ämter der Sekretäre und die vom Papst an Bischöfe vergebenen Ämter enden mit Erreichung dieser Altersgrenze automatisch. „Unter besonderen Umständen“ kann der Papst einen Bischof auch vor Erreichen der Altersgrenze zum Einreichen der Rücktrittsbitte auffordern.
In seiner Weihnachtsansprache 2014 vor der Kurie führte Papst Franziskus „Krankheiten und Versuchungen“ an, die die Hingabe an den Dienst Gottes erlahmen ließen, etwa die Versuchung, sich für unersetzlich zu halten, „existenzielle Schizophrenie“ oder „geistlicher Alzheimer.“ Die ungewöhnlich scharfe öffentliche Kritik von Papst Franziskus an der römischen Kurie sei nach Einschätzung von Beobachtern ein Zeichen, dass es im Vatikan erheblichen Widerstand gegen die Reformpläne sowohl innerhalb der Kurie als auch für grundsätzliche Positionen der katholischen Kirche gebe.
Am 23. Dezember 2016 nannte Papst Franziskus in seiner Weihnachtsansprache zwölf Kriterien für den weiteren Umbau der Kurie: Individualität, Hirtensorge, Missionsgeist, Rationalität, Funktionsfähigkeit, Modernität, Einfachheit, Subsidiarität, Synodalität, Katholizität, Professionalität und Gradualität. Der Papst beklagte, neben konstruktiver Kritik gebe es in der Kurie Angst, Trägheit und „böswillige Widerstände“ aus einem „verqueren Geist“. Diese Art von Reformverweigerung komme „oft im Schafspelz“ daher, verstecke sich „hinter rechtfertigenden und in vielen Fällen anklagenden Worten“ und flüchte sich „in Traditionen, Schein, Formalitäten, in das Bekannte“.
Laut einem Bericht der Zeitung La Croix sollte Papst Franziskus die neue Konstitution Praedicate Evangelium im Juli 2020 bereits unterzeichnet haben. Am 19. März 2022 wurde sie offiziell promulgiert; sie trat nach ihrem Art. 250 § 3 Abs. 2 an Pfingstsonntag, den 5. Juni 2022, in Kraft und setzte gemäß Art. 250 § 3 Abs. 1 die Konstitution Pastor Bonus vollständig außer Kraft. Zentrale Neuerung ist, dass die römische Kurie in Zukunft nicht mehr nur im Dienst des Papstes, sondern auch der Bischöfe und der Bischofskonferenzen der Weltkirche steht, und dass die Miteinbeziehung von männlichen und weiblichen Laien, auch in Rollen der Regierung und der Verantwortung, vorgesehen ist. Als wesentliche organisatorische Veränderungen werden angesehen: Alle zentralen Einrichtungen der römischen Kurie mit Ausnahme des Staatssekretariats heißen künftig „Dikasterium“. Nach dem Staatssekretariat folgt in der Reihenfolge das Dikasterium für die Evangelisierung, dessen Präfekt der Papst selbst ist. Die Leitung der anderen Dikasterien kann ausdrücklich auch Laien (und damit auch Frauen) übertragen werden. Die Bildungskongregation und der Päpstliche Kulturrat wurden zum Dikasterium für die Kultur und die Bildung zusammengelegt. Das päpstliche Almosenamt wurde zum Dikasterium für den Dienst der Nächstenliebe. Die Kommission für den Schutz von Minderjährigen ist Teil des Dikasteriums für die Glaubenslehre, hat aber weiterhin eigene Normen und einen eigenen Präsidenten und Sekretär. Mit der Bestellung der italienischen Ordensschwester Simona Brambilla MC zur Präfektin des Dikasteriums für die Institute geweihten Lebens und für die Gesellschaften apostolischen Lebens wurde 2025 sodann auch die erste Frau an die Spitze eines Dikasteriums berufen.

## Organisation
Die römische Kurie besteht aus den kurialen Einrichtungen, zu denen das Staatssekretariat, die Dikasterien, die Organe der Gerichtsbarkeit, die wirtschaftlichen Organe und die Ämter gehören, sowie weitere Institutionen, die nicht den Status einer kurialen Einrichtung haben. Bis 2022 wurden alle kurialen Einrichtungen als „Dikasterien“ bezeichnet, die heute so bezeichneten wurden in Kongregationen und Päpstliche Räte unterschieden.
An den Dikasterien können Päpstliche Kommissionen angesiedelt werden, deren Präsident häufig ex officio der jeweilige Präfekt des Dikasteriums ist. Bei sich überschneidenden Kompetenzen kann eine Interdikasterielle Kommission unter Federführung des zuerst zuständigen Dikasteriums bzw. des Staatssekretariats eingerichtet werden.
Der Heilige Stuhl und Vatikanstadt verzeichnen 2019 zusammen 4.618 Angestellte, wovon 1.016 weiblich sind. Die Zahl der weiblichen Angestellten nur in der römischen Kurie stieg nach Angaben von Vatican News zwischen den Jahren 2010 und 2019 von 385 auf 649. Damit stieg ihr Anteil am gesamten Mitarbeiterstab des Heiligen Stuhles von 17,6 auf gut 24 Prozent.

### Staatssekretariat

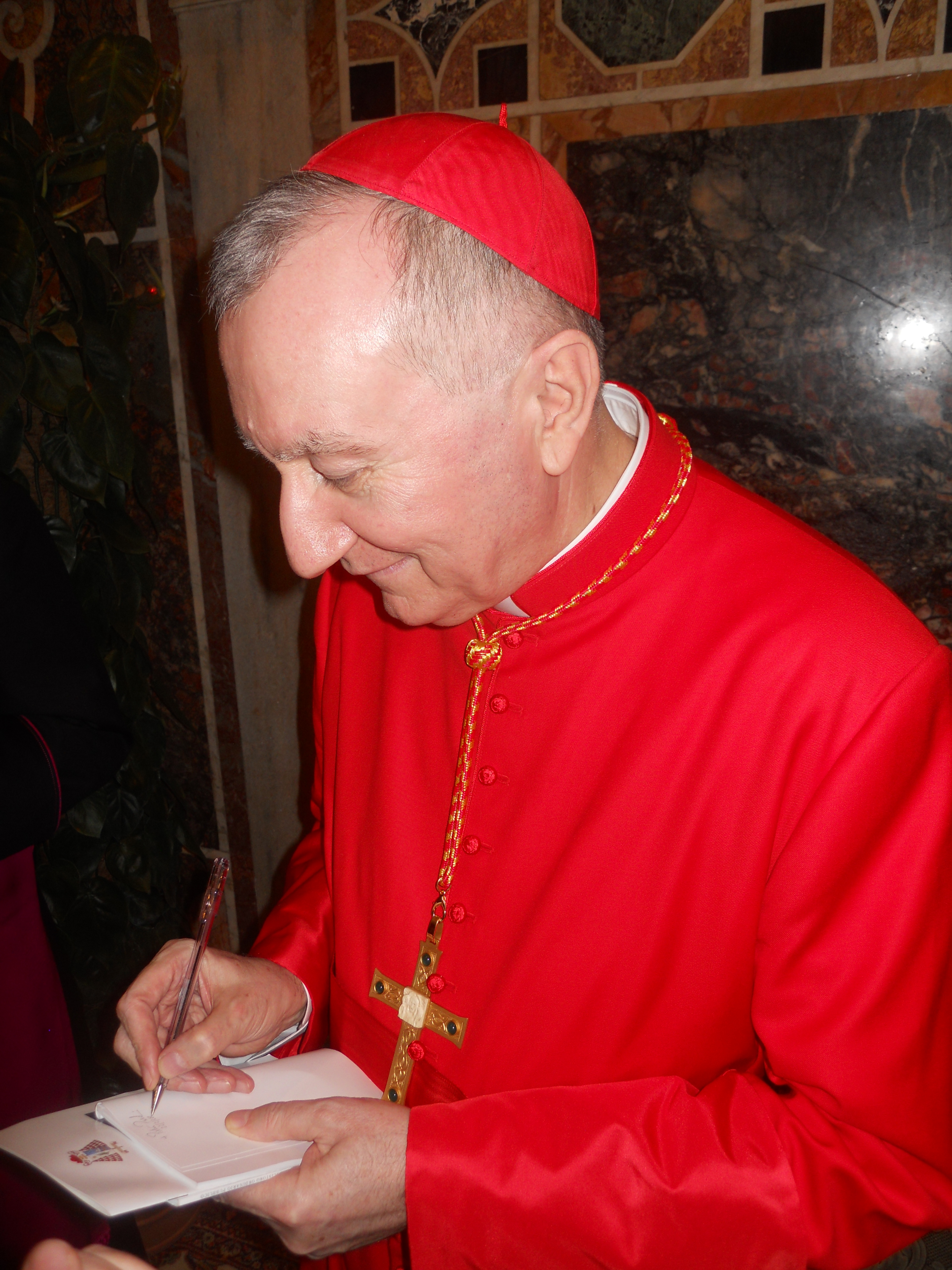
Pietro Parolin, amtierender Kardinalstaatssekretär (2014)

Wichtigste politische Einrichtung ist das Staatssekretariat, das vom Kardinalstaatssekretär geleitet wird. Als erster Mitarbeiter des Papstes in der Leitung der universalen Kirche kann der Kardinalstaatssekretär als der höchste Repräsentant der diplomatischen und politischen Aktivitäten des Heiligen Stuhls betrachtet werden, der unter bestimmten Umständen die Person des Papstes selbst vertritt.
Das Staatssekretariat wird in die Sektion für Allgemeine Angelegenheiten, auch erste Sektion, die Sektion für Beziehungen zu den Staaten, auch zweite Sektion, und die Sektion für das diplomatische Personal unterteilt.
Die erste Sektion übernimmt die Endredaktion und Zustellung aller Schreiben der Kurie, überwacht und koordiniert die Tätigkeit der übrigen Dikasterien und päpstlichen Behörden, erstellt Statistiken und ist für die Medienarbeit des Heiligen Stuhls verantwortlich. Auch die päpstlichen Vertretungen im Ausland werden von der ersten Sektion geleitet, insbesondere, was ihren Kontakt zu den Ortskirchen angeht, darüber hinaus führt sie die Verhandlungen mit dem beim Vatikan akkreditierten Diplomaten. Der Postein- und -ausgang wird von acht verschiedenen Sprachen zugeordneten Abteilungen bearbeitet.
Die Zweite Sektion ist für alle Belange der Beziehungen zu anderen Ländern und internationalen Organisationen zuständig, die nicht von den jeweiligen Vertretungen des Heiligen Stuhls in den betreffenden Ländern selbstständig geregelt werden. Darüber hinaus übernimmt sie die Interessenvertretung des Papstes bei internationalen Kongressen und Verhandlungen. In Ländern, in denen Konkordate bestehen, führt die Zweite Sektion Verhandlungen über Bischofsernennungen. Der größte Teil des päpstlichen diplomatischen Korps arbeitet in dieser Sektion, allerdings wechseln die Mitarbeiter häufig in die Vertretungen in aller Welt. Zurzeit hat das Staatssekretariat knapp 150 Mitarbeiter, in den niedrigeren Rängen auch Laien, zuzüglich zahlreicher externer Berater.
Die dritte Sektion für das diplomatische Personal des Heiligen Stuhls wurde 2017 wurde geschaffen, um den Delegaten für die Päpstlichen Vertretungen Jan Romeo Pawłowski zu unterstützen. 2020 wurde das Amt durch Umbenennung in Sekretär für die Päpstlichen Vertretungen aufgewertet.
Am Staatssekretariat ist auch die Kommission für Anwälte in der Römischen Kurie und das Zentralamt für kirchliche Statistik ist dem Staatssekretariat angesiedelt.

### Dikasterien
Die Dikasterien (ehemals Kongregationen und Päpstliche Räte) sind nach Sachgebieten untergliederte Verwaltungsorgane der Kurie, entfernt vergleichbar mit Ministerien einer weltlichen Regierung. Sie sind kollegial verfasst und werden von einem Präfekten und zwei Sekretären geleitet.
Die erste ständige Kongregation war die 1542 von Papst Paul III. gebildete Congregatio Romanae et Universalis Inquisitionis, später kurz Sanctum Officium, dann Kongregation für die Glaubenslehre genannt.
In Praedicate Evangelium wurden die meisten Päpstlichen Räte zusammengelegt, die Unterscheidung zwischen Kongregation und Räten wurden abgeschafft.
Die Dikasterien im Überblick:
- Dikasterium für die Evangelisierung: Koordinierung der missionarischen Tätigkeit

- Dikasterium für die Glaubenslehre: Schutz und Förderung der Glaubens- und Sittenlehre in der ganzen katholischen Kirche
  - Päpstliche Bibelkommission
  - Internationale Theologische Kommission
  - Päpstliche Kommission für den Schutz von Minderjährigen
- Dikasterium für den Dienst der Nächstenliebe: Unterstützung der Bedürftigen und Verteilung des verbrieften apostolischen Segens
- Dikasterium für die orientalischen Kirchen: Verbindung mit den katholischen, orientalischen Kirchen (Erhaltung des Erbes der verschiedenen orientalischen christlichen Traditionen)
- Dikasterium für den Gottesdienst und die Sakramentenordnung: zuständig für alle liturgischen und sakramentalen Fragen
  - Komitee Vox Clara
  - Päpstliches Komitee für die Eucharistischen Weltkongresse
- Dikasterium für die Selig- und Heiligsprechungsprozesse: zuständig für die Angelegenheiten einer Kanonisierung
- Dikasterium für die Bischöfe: zuständig für alle Angelegenheiten, die Bischöfe betreffen (Ernennung, Synoden usw.)
  - Päpstliche Kommission für Lateinamerika
- Dikasterium für den Klerus: Aus- und Weiterbildung des Klerus, Katechese, Personaladministration
  - Päpstliches Werk für geistliche Berufe
- Dikasterium für die Institute geweihten Lebens und für die Gesellschaften apostolischen Lebens: Zuständig für Angelegenheiten der Ordens- und Säkularinstitute, sowie die Gesellschaften des apostolischen Lebens
- Dikasterium für Laien, Familie und Leben: Pastorales Leben und Bedürfnisse der Laien

- Dikasterium zur Förderung der Einheit der Christen: Bestrebungen auf dem Gebiet der Ökumene
  - Kommission für die religiösen Beziehungen zum Judentum
- Dikasterium für den Interreligiösen Dialog: Kontakt zu den anderen nicht-christlichen Religionen, mit Ausnahme des Judentums
  - Päpstliche Kommission für religiöse Beziehungen zu den Muslimen
- Dikasterium für die Kultur und die Bildung: zuständig für Universitäten, Institute, Schulen usw.
  - Päpstliche Universitäten und Akademien

- Dikasterium für den Dienst zugunsten der ganzheitlichen Entwicklung des Menschen: Förderung von Frieden, Gerechtigkeit, Gesundheit und Menschenrechten

- Dikasterium für die Gesetzestexte
- Dikasterium für die Kommunikation
  - Presseamt des Heiligen Stuhls
    - Vatikanischer Informationsservice

  - Vatican News
    - L’Osservatore Romano (Vatikanzeitung)
    - Radio Vatikan (Radio)
    - Vatican Media (Fernsehen)

  - Vatikanische Verlagsbuchhandlung
  - Vatikanische Druckerei
  - Internetdienst des Heiligen Stuhl
  - Fotodienst

Jedes Dikasterium verfügt über einen Stab von rund 25 Mitarbeitern. Zwar werden Dekrete der Dikasterien vom jeweiligen Präfekten unterzeichnet, doch wurden die entsprechenden Entscheidungen zuvor von Kardinalsgremien, teilweise unter Zuziehung von Ortsbischöfen und unter dem Vorsitz des Papstes, getroffen.

#### Interdikasterielle Kommissionen
- Interdikasterielle Kommission für den Katechismus der katholischen Kirche
- Interdikasterielle Kommission für die Teilkirchen
- Päpstliche Kommission für die Kirche in Osteuropa
- Interdikasterielle Kommission für die Ordensleute
- Interdikasterielle Kommission für die Kandidaten für die Weihesakramente
- Interdikasterielle Kommission für die gerechte Verteilung der Priester
- Interdikasterielle Kommission für die Bildung heiliger Orden
- Interdikasterielle Kommission für die Ausbildung zu den heiligen Weihen

### Organe der Rechtspflege
Die römische Kurie verfügt über drei Gerichtshöfe:
- Apostolische Pönitentiarie: Bußgerichtshof, zuständig für Absolutionen, Dispensen, Gnadenerweise
- Oberster Gerichtshof der Apostolischen Signatur: Oberstes Gericht der Kurie; Kassationsgerichtshof der Rota, Verwaltungsgerichtsbarkeit, oberste Gerichtsverwaltungsbehörde
- Römische Rota: höchster Zivil- und Strafgerichtshof der Kirche; Schutz der Rechte der Kirche, Einheitlichkeit der Rechtsprechung

### Wirtschaftliche Organe
- Wirtschaftsrat
- Wirtschaftssekretariat
  - Peterspfennig
- Güterverwaltung des Apostolischen Stuhls (Administratio Patrimonii Sedis Apostolicae)
- Amt des Generalrevisors
- Kommission für vertrauliche Angelegenheiten
- Investitionskomitee

### Ämter
- Präfektur des Päpstlichen Hauses
- Amt für die Liturgischen Feiern des Papstes
  - Chor der Sixtinischen Kapelle
- Camerlengo (ehem. Apostolische Kammer)

### Andere Institutionen, die mit der römischen Kurie in Verbindung stehen
- Päpstliche Kommission für Sakrale Archäologie
- AVEPRO (Agentur des Heiligen Stuhls für die Evaluation und die Verbesserung der Qualität der kirchlichen Universitäten und Fakultäten)
- Arbeitsamt des Apostolischen Stuhls
- Disziplinarkommission der römischen Kurie
- Gesundheitsamt des Apostolischen Stuhls (Fondo Assistenza Sanitaria)
- Dombauhütte von St. Peter
- Istituto per le Opere di Religione (IOR, „Vatikanbank“)
- Päpstliches Komitee für Geschichtswissenschaft (Pontificio Comitato di Scienze Storiche – PCSS)
- Ständige Kommission zur Sicherung der historischen und künstlerischen Denkmäler des Heiligen Stuhls
- Vatikanisches Apostolisches Archiv
  - Archiv des Zweiten Vatikanischen Konzils
  - Historisches Archiv der Sektion für die Beziehungen mit den Staaten
- Vatikanische Apostolische Bibliothek
- Päpstliche Stiftung Centesimus Annus pro Pontifice (Fondazione Centesimus Annus Pro Pontifice)
- Pope’s Worldwide Prayer Network
- Finanzaufsichts- und Informationsbehörde (ASIF)

#### Juristische Personen kirchlichen Rechts
- Domus Vaticanae[19]
  - Domus Sanctae Marthae
  - Domus Romana Sacerdotalis
  - Domus Internationalis Paulus VI.
  - Casa San Benedetto
- Fondazione Centesimus Annus Pro Pontifice (CAPP)

## Verbindungen mit dem Staat der Vatikanstadt

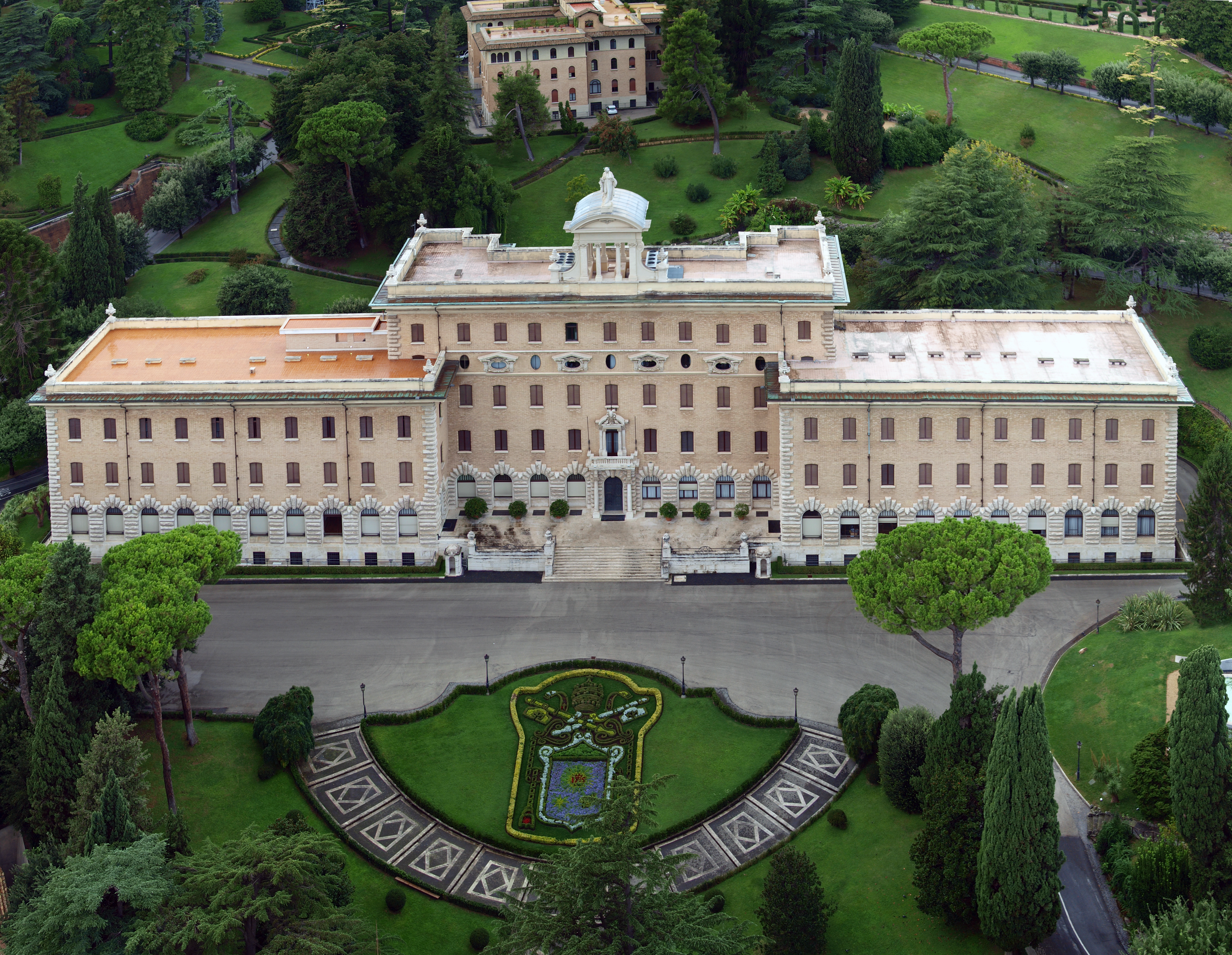
Regierungspalast im Vatikan

Von der Kurie, die für die Leitung und Verwaltung der Gesamtkirche zuständig ist, muss die Regierung des Staates der Vatikanstadt völkerrechtlich streng unterschieden werden. Dies ist jedoch nicht immer leicht und eindeutig, da gewisse institutionelle Verknüpfungen bestehen. Allein die Tatsache, dass der Papst über sechs verschiedene Haushalte verfügt, macht deutlich, wie verschränkt bisweilen die Zuständigkeiten sein können.
Der Vatikanstaat ist die territoriale Basis der völkerrechtlichen Souveränität des Heiligen Stuhls. Der Staat der Vatikanstadt tritt international nicht in Erscheinung, sondern überlässt dem Heiligen Stuhl als Subjekt des Völkerrechts die diplomatische Vertretung. Die Institutionale Verschränkung von Kurie (Heiliger Stuhl) und Regierung der Vatikanstadt ist darin begründet, dass der Papst zugleich Souverän des Staates der Vatikanstadt ist.
Seit 1984 ist der Kardinalstaatssekretär Ständiger Vertreter des Papstes in der weltlichen Leitung des Vatikanstaats. Die Regierung liegt jedoch de facto in den Händen der aus sieben Mitgliedern (zumeist Kurienkardinälen) bestehenden Päpstlichen Kommission für den Staat der Vatikanstadt. Sie wird vom Papst jeweils für fünf Jahre ernannt und ist hauptsächlich für die Festlegung der Finanz- und Haushaltspolitik der Vatikanstadt zuständig. Den Präsidenten der Kommission (zurzeit Schwester Raffaella Petrini FSE) kann man als eine Art Regierungschef ansehen. Der Kommission ist der Generalsekretär mit dem Governatorat der Vatikanstadt, zuständig für die zentrale Verwaltung, unterstellt.
Die Büroräume der Kurialverwaltung befinden sich zu einem kleinen Teil auf dem Territorium des Vatikans; die übrigen Verwaltungsabteilungen sind an anderen Orten in Rom angesiedelt, meist auf exterritorialen Flächen, teilweise aber auch auf gewöhnlichem römischem Stadtgebiet.